# Глушина поволзька
«Глушина поволзька» (рос. «Глушь поволжская») — радянський художній фільм-драма 1925 року, знятий режисером Сергієм Митричем на кіностудії «Держкіно». Прем'єра картини відбулася 8 червня 1926 року. Фільм зберігся без 4-ї частини.

## Сюжет
Про опір жителів сільського кооперативу зграї бандитів Ядлого, що орудують в селі.

## У ролях
- А. Тарабухін — головна роль
- Валентин Макаров — головна роль
- Володимир Уральський — Глотов
- Маргарита Александрова — другорядна роль
- Н. Холмогоров — другорядна роль
- Олександр Гусєв — другорядна роль
- Мстислав Котельников — другорядна роль

## Знімальна група
- Режисер — Сергій Митрич
- Сценаристи — Віра Малишевська, Сергій Митрич
- Оператор — Микола Єфремов
- Художник — Ісаак Махліс